# Karabin Gepard M1
Gepard M1 — węgierski jednostrzałowy wielkokalibrowy karabin wyborowy skonstruowany na przełomie lat 80. i 90. Broń zasilana jest radzieckim nabojem wielkokalibrowym 12,7 × 108 mm. Poprzez wymianę lufy karabin można dostosować do natowskiego naboju wielkokalibrowego 12,7 × 99 mm. Mechanizm spustowo-uderzeniowy znajduje się w rączce zamkowej. Zastosowano zamek suwliwo-obrotowy, chwyt pistoletowy pełni rolę rączki zamkowej. Aby oddać strzał, po włożeniu naboju do komory nabojowej i zaryglowaniu broni, należy ręcznie napiąć kurek. Gepard posiada dwójnóg, chwyt transportowy, kolbę zakończoną gumową stopką i poduszkę podpoliczkową. Zastosowano lufę samonośną (pływającą) zakończoną hamulcem wylotowym. Broń nie posiada mechanicznych przyrządów celowniczych. Na podstawie standardowej wersji skonstruowano odmianę M1A1 wyposażoną w dłuższą lufę.
Następca karabinu Gepard M1 to samopowtarzalny Gepard M2, działający na zasadzie długiego odrzutu lufy. Konstrukcje działające na zasadzie długiego odrzutu lufy nie są często spotykane. Zastosowanie takiej zasady działania wymusza dokładne wykonanie broni, ale zaletą takiego rozwiązania jest zmniejszenie odrzutu. Gepard M2 występuje również w wersji M2A2, posiadającej mniejszą masę i krótszą lufę. Gepard M2 podobnie jak M1 zasilany jest nabojem 12,7 × 108 mm, zasilanie odbywa się z magazynka pudełkowego o pojemności 10 naboi. Kolejną odmianą Geparda jest wersja A3 „Destroyer” zasilana radzieckim nabojem wielkokalibrowym 14,5 × 114 mm. Broń, podobnie jak Gepard M2, działa na zasadzie długiego odrzutu lufy. Ostatnie wersje Geparda to samopowtarzalny A4 działający na zasadzie długiego odrzutu lufy i powtarzalny A5 zasilane nabojem 12,7 × 108 mm oraz jednostrzałowy M6 zasilany nabojem 14,5 × 114 mm.